# Vier um die Frau
Vier um die Frau of Kämpfende Herzen is een Duitse dramafilm uit 1921 onder regie van Fritz Lang.

## Verhaal
Harry Yquem is een beurshandelaar die voortdurend twijfelt aan de trouw van zijn echtgenote. Als hij een verjaardagscadeau gaat kopen voor zijn vrouw, ziet hij Werner Krafft. Hij heeft een schilderij met een vrouw die sprekend lijkt op zijn eigen echtgenote. Hij volgt Werner Krafft naar huis en laat een briefje bij hem achter om hem bij hem thuis uit te nodigen. Op die manier wil hij hem confronteren met zijn vrouw.

## Rolverdeling
| Acteur                   | Personage                      |
| ------------------------ | ------------------------------ |
| Hermann Böttcher         | Vader van Florence             |
| Carola Toelle            | Florence Yquem                 |
| Lilli Lohrer             | Bediende van Florence          |
| Ludwig Hartau            | Harry Yquem                    |
| Anton Edthofer           | Werner Krafft / William Krafft |
| Robert Forster-Larrinaga | Meunier                        |
| Lisa von Marton          | Margot                         |
| Gottfried Huppertz       | Ober                           |
| Rudolf Klein-Rogge       | Hehler Upton                   |
| Harry Frank              | Bobby                          |